# موراتزانو
موراتزانو (به ایتالیایی: Murazzano) یک کومونه در ایتالیا است که در استان کونیو واقع شده‌است.

## خصوصیات
موراتزانو ۲۷٫۷ کیلومترمربع مساحت و ۸۴۵ نفر جمعیت دارد و ۷۴۹ متر بالاتر از سطح دریا واقع شده‌است.